# Magyarcsesztvei fatemplom
A magyarcsesztvei fatemplom műemlék volt Romániában, Fehér megyében. A romániai műemlékek jegyzékében az AB-II-m-A-00205 sorszámon szerepel. A templom az 1975-ös árvíz során megsemmisült; az alapozást felhasználva a helyén új templom épült.